# ضاحية فيلوبورام
فيلوبورام رمزها «VL» (بالإنجليزية: Viluppuram)‏ ، هو تقسيم إداري لدولة الهند تتبع ولاية تاميل نادو (بالإنجليزية: Tamil  Nadu)‏ ، مركزها هو مدينة فيلوبورام (بالإنجليزية: Viluppuram)‏ عدد سكانها حسب تعداد سنة 2001 هو 2,943,917 ، مساحتها 7,217 كم² وكثافة السكان 408 لكل كم² .